# Лейте, Диогу
Диогу Филипе Монтейру Пинту Лейте (порт. Diogo Filipe Monteiro Pinto Leite; 23 января 1999 года, Порту, Португалия) — португальский футболист, защитник клуба «Унион» (Берлин).

## Карьера
Лейте является воспитанником академии португальского клуба «Порту». Принимал участие в первенстве Португалии среди юношей до 19 лет, участвовал в Юношеской лиге УЕФА, где провёл 7 матчей и забил 2 мяча. С 2017 года — игрок второй команды клуба. Дебютировал в профессиональном футболе 27 августа 2017 года в поединке против «Санта-Клары». Всего в дебютном сезоне провёл 28 встреч, будучи игроком стартового состава. Перед сезоном 2018/2019 проводил сборы вместе с основной командой. Британское издание The Guardian сообщало о предметном интересе к игроку со стороны «Ливерпуля». Также в качестве конкурентов указывались лондонский «Арсенал» и «Манчестер Сити».
Выступал за юниорские и юношеские сборные команды Португалии. Вместе со сборной u-17 стал чемпионом Европы среди юниоров, сыграв на турнире в Азербайджане все пять встреч. Вместе со сборной U-19 завоевал серебряные медали юношеский чемпионат Европы 2017 года, приняв участие в одной игре.

## Достижения
«Порту»
- Чемпион Португалии: 2019/20
- Обладатель Суперкубка Португалии: 2018
- Обладатель Кубка Португалии: 2019/20

- Чемпион Европы (до 17): 2016
- Финалист чемпионата Европы (до 19 лет): 2017